# Nowawieś (województwo kujawsko-pomorskie)
Nowawieś (do 31 grudnia 2016 Nowa Wieś) – wieś w Polsce położona w województwie kujawsko-pomorskim, w powiecie golubsko-dobrzyńskim, w gminie Golub-Dobrzyń.

## Podział administracyjny
W latach 1975–1998 miejscowość należała administracyjnie do województwa toruńskiego.

## Demografia
Według Narodowego Spisu Powszechnego (III 2011 r.) wieś liczyła 239 mieszkańców. Jest szesnastą co do wielkości miejscowością gminy Golub-Dobrzyń.